# Michigan Technological University

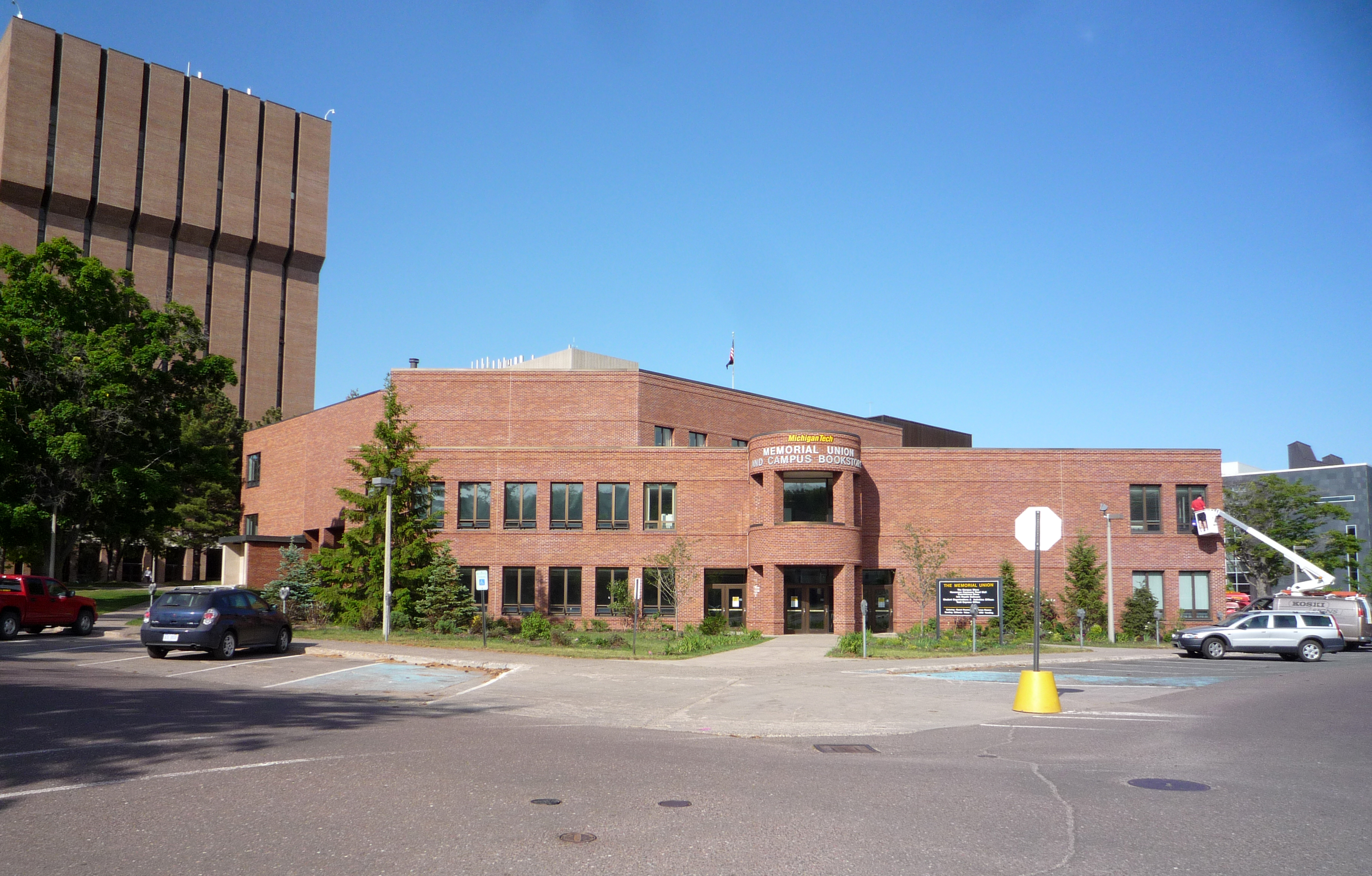
Memorial Union

Der Michigan Technological University (kurz: Michigan Tech oder MTU) Hauptcampus befindet sich in Houghton, Michigan auf der Oberen Halbinsel.

## Geschichte
Michigan Tech wurde im Jahr 1885 als Michigan Mining School gegründet und 1897 zum Michigan College of Mines aufgewertet. Der Bundesstaat Michigan begründete die Universität, um Bergbauingenieure der örtlichen Kupferbergbauindustrie einzuarbeiten. Zu Beginn hatte die Universität vier Professoren und 23 Studenten, und die Vorlesungen fanden im ersten Obergeschoss der Houghton Fire Hall statt. Der Name der Universität hat sich seitdem dreimal geändert: erst auf Michigan College of Mines, dann auf Michigan College of Mining and Technology und endlich auf Michigan Technological University auf Grund erweiterter Studienangebote. Der Kurzname „Michigan Tech“ ist bereits seit den 1920er Jahren gebräuchlich. Obwohl auch heute mehr als 50 % der Studenten Ingenieurwesen studieren, gibt es insgesamt mehr als 120 verschiedene Studiengänge.

## Akademische Informationen
Michigan Tech ist bekannt für Studiengänge in Ingenieurwesen, Naturwissenschaften, Informatik, Betriebswirtschaft, Technik, Umweltwissenschaft, und Fachkommunikation. Die Universität teilt sich in verschiedene Fachgruppen:
- The College of Engineering (Ingenieurwesen)
- The College of Sciences and Arts (Wissenschaften und Künste)
- The School of Business and Economics (Betriebswirtschaft und Ökonomie)
- The School of Forest Resources and Environmental Science (Waldrohstoffe und Umweltwissenschaft)
- The School of Technology (Technik, z. B. IT)

„Best 361 Colleges“ der Princeton Review, bezeichnet Michigan Tech als ein „Kraftwerk für Technik“. „America’s Best Colleges“ von U.S. News & World Report, zählt Michigan Tech zu den besten Universitäten des Landes. Die Zeitschrift PC Magazine nannte Michigan Tech 2007 die siebt-meist-verdrahtete („most wired“) Universität (aufgrund der Netzwerke und EDV-Möglichkeiten).
Michigan Tech hat ein innovatives Enterprise-Programm entwickelt. In diesem Programm arbeiten Studenten an verschiedenen Projekten in einem berufspraktischen Kontext.

## Campus

### Hauptcampus
Der Hauptcampus befindet sich am östlichen Ortsrand von Houghton, beiderseits der Bundesstraße US-41. Es ist der sicherste Campus des Bundesstaats Michigan und einer der sichersten der Vereinigten Staaten.

### Umgebung Keweenaw
Das „Lakeshore Center“ im Ortszentrum von Houghton beherbergt die Personalabteilung und andere Verwaltungsabteilungen der Universität. Der Michigan Tech Fund befindet sich in einem Bürogebäude in Hancock auf der gegenüberliegenden Seite des „Portage Lake“. Nicht weit entfernt, in der Nähe des Regionalflughafens, ist das „Keweenaw Research Center“, wo unter anderem militär- und verkehrstechnische Produkte entwickelt werden. Die Universität besitzt auch eine eigene Ski-Abfahrt (Mont Ripley) und einen Golfplatz (Portage Lake Golf Course) in der unmittelbaren Umgebung.

### Ford Forestry Center
1840 Hektar Wald südlich von Houghton in Alberta gehören zum Ford Forestry Center, einer Forschungsstelle für Forst- und Umweltwissenschaften. Es gibt auch Wohnraum für die Forst- und Umweltwissenschaftsstudenten, die dort ein Semester verbringen, um in der Natur zu studieren.

### Andere Campus
In Ann Arbor, Michigan, ist das „Michigan Tech Research Institute“, ein weiteres Forschungszentrum. Michigan Tech hat auch einen Campus in New Delhi, Indien.

## Besonderheiten

### Veranstaltungen und Traditionen
- K-Day: am ersten Freitag im Herbstsemester nimmt die gesamte Uni den Nachmittag frei um am Strand Spiele, Essen und Musik zu genießen.
- Homecoming: die traditionelle „Heimkehr“ der Alumnen zu verschiedenen Veranstaltungen jeden Herbst seit 1929.
- Parade of Nations: Die ausländischen Studenten marschieren mit ihren Nationalflaggen und in ihren heimischen Trachten durch den Ort, und servieren den Einheimischen internationale Spezialitäten.
- Winter Carnival: eine jährliche Winterveranstaltung seit 1922, bei der die Studenten unter anderem in wochenlanger Arbeit gewaltige Schneeskulpturen errichten.
- Universitätslieder: Bei Sportveranstaltungen singen die Studenten gerne die Universitätskampflieder „Engineer’s Song“ und „In Heaven There Is No Beer“. Auch die inoffizielle Regionalhymne „Blue Skirt Waltz“, bei der die Fans die Arme ineinander haken und zur Melodie schunkeln, wird bei jedem Eishockeyspiel der Huskies gespielt.

### Sport
Die Sportteams sind die „Huskies“.

### Sonstiges
Michigan Techs Maskottchen ist Blizzard T. Husky.
Michigan Tech hält zwei Weltrekorde, einen für den größten Schneeball (6,48 m Durchmesser), und einen für die größte Schneeballschlacht (3745 Teilnehmer).